# اثر فوجیوارا

نمونه‌ای ثبت‌شده توسط ماهواره از اثر فوجیوارا

اثر فوجیوارا (انگلیسی: Fujiwhara effect) پدیده‌ای است که وقتی دو چرخند نزدیک به هم، در مدار یکدیگر پیچ می‌خورند، در نزدیکی مرکز کم‌فشار و در فاصله میان آنها رخ می‌دهد. این اثر به‌خاطر هواشناس ژاپنی، ساکوهی فوجیوارا که اولین‌بار این اثر را توضیح داد، نام‌گذاری شده‌است. برهم‌کنش باینری حلقه‌های کوچک‌تر می‌تواند چرخندی بزرگ‌تر بسازد یا باعث ادغام دو چرخند شوند.

## طوفان‌های استوایی

اودت (چپ) و سروجا (راست) در فعل و انفعال فوجیوارا که بین ۷ تا ۹ آوریل ۲۰۲۱ تشدید شد.

طوفان‌های استوایی می‌توانند زمانی تشکیل شوند که گردش‌های کوچکتر در منطقه همگرایی درون‌حاره‌ای  ادغام شوند. سرعت چرخش در جفت‌های دوتایی زمانی افزایش می‌یابد که طوفان‌های استوایی در فاصله ۶۵۰ کیلومتری (۴۰۰ مایلی) از یکدیگر بسته شوند. ادغام دو سیستم زمانی انجام می‌گیرد که آنها در فاصله ۳۰۰ کیلومتری (۱۹۰ مایلی) از یکدیگر باشند.